# Wetterhorn-Aufzug

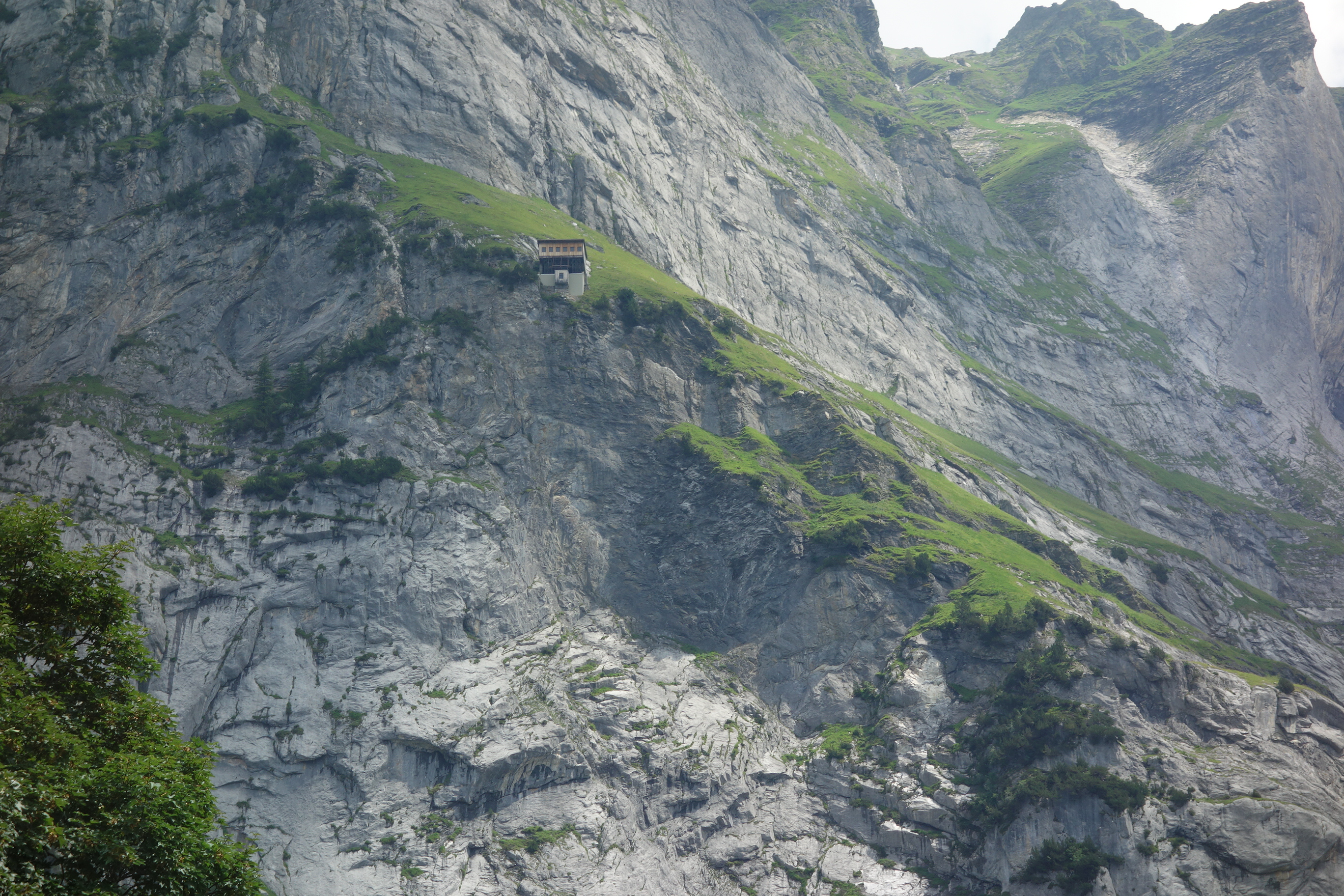
Ehemalige Bergstation «Enge»

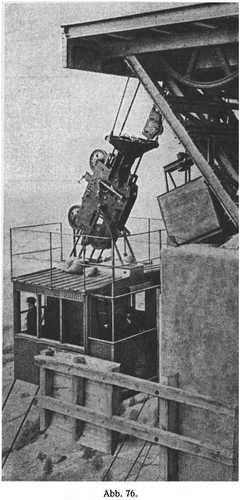
Detail der Bergstation mit Kabine des Wetterhorn-Aufzugs

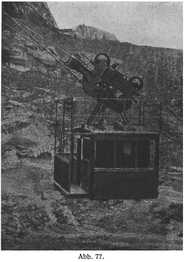
Kabine des Wetterhorn-Aufzugs

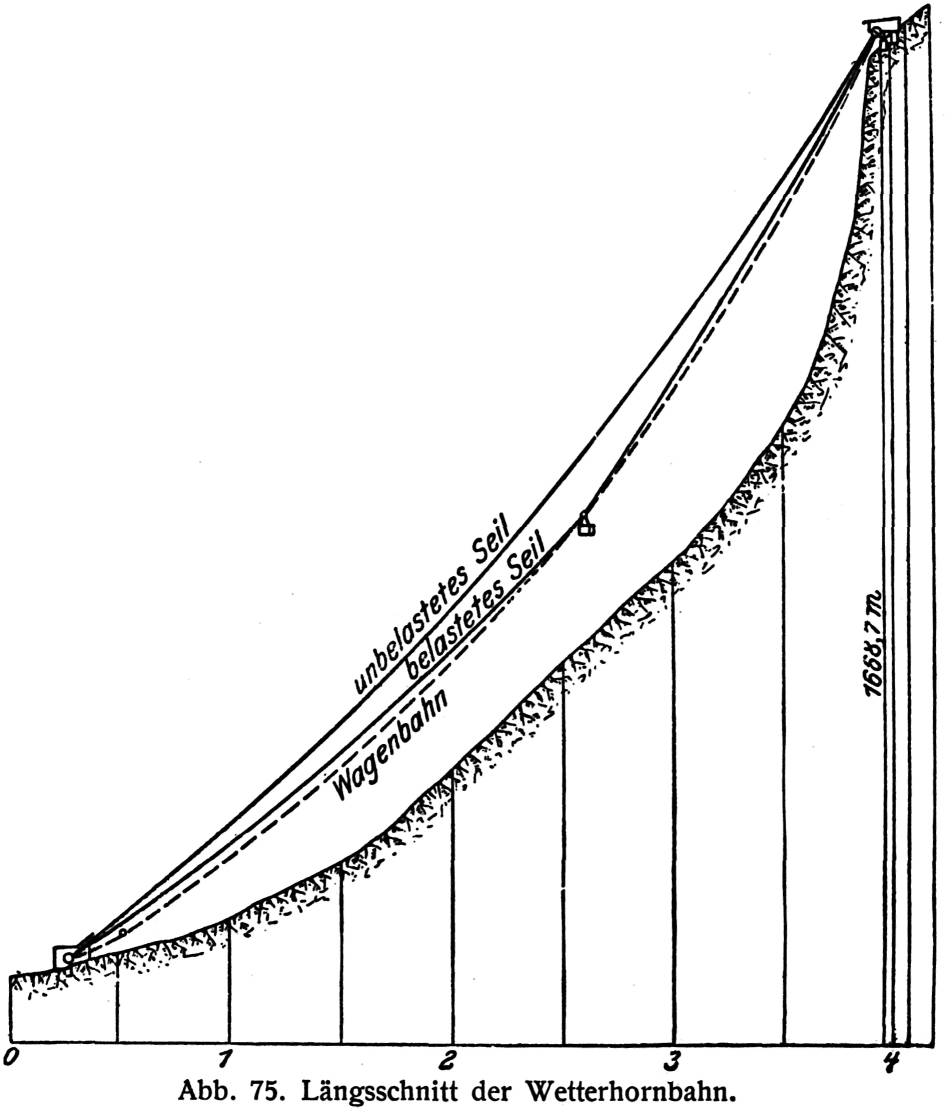
Längsschnitt des Wetterhorn-Aufzugs

Der Wetterhorn-Aufzug in der Schweiz war die erste öffentliche Luftseilbahn für den Personenverkehr der Schweiz.

## Geschichte
Im Jahre 1905 begann Wilhelm Feldmann den Bau der ersten Schweizer Luftseilbahn am Wetterhorn bei Grindelwald. Ursprünglich war vorgesehen, den Aufzug in vier Sektionen bis zum Gipfel des 3701 m hohen Wetterhorns zu führen.
1908 wurde das erste Teilstück vom Hotel Wetterhorn östlich von Grindelwald bis zur auf 1677 m gelegenen Bergstation Enge in Betrieb genommen. Die Strecke verlief über die (mittlerweile abgeschmolzene) Zunge des Oberen Grindelwaldgletschers hinweg auf die Wiesen am oberen Ende des «Ischpfads», wo noch heute unterhalb des Pfades zur Glecksteinhütte die Ruine der Bergstation steht. Wie ein Adlerhorst ist die Bergstation Enge in der Felswand über dem oberen Grindelwaldgletscher am Fuss des Wetterhorns eingebettet.
Dieses Teilstück sollte dem südwestlichen Grat des Wetterhorns entlang bis in die Gegend des Krinnenhorns verlängert werden.
Die bei den Touristen sehr beliebte Bahn konnte pro Stunde und Richtung 110 Personen befördern. Obwohl damals noch keine konkreten Vorschriften bestanden, besass die Anlage alle wesentlichen Sicherheitsmerkmale heutiger Luftseilbahnen. So waren zum Beispiel zwei Trag- und zwei Zugseile sowie zwei unabhängige Bremssysteme vorhanden. Die Laufwerke der Kabinen waren mit Fangbremsen ausgestattet, und neben einem manuellen Behelfsantrieb (bei Stromausfall) gab es auch ein Bergungssystem für den Fall einer verkeilten Kabine.
Die Kabinen, Maschinen- und Bremsanlagen wurden vom Werk Bern der Gesellschaft Ludwig von Roll’sche Eisenwerke erstellt. Die Drahtseile stammten aus Deutschland und mussten mit Pferden vom Bahnhof Grindelwald zur Baustelle transportiert werden.
Der am 27. Juli 1908 bei Grindelwald eingeweihte Wetterhorn-Aufzug war eine Pioniertat, denn er war die erste personenbefördernde Luftseilbahn der Schweiz. Er war eine Kombination aus einem Lift und einer Pendelbahn mit zwei Tragseilen.
Anfänglich hatte diese Bahn einen grossen Erfolg. Obwohl er seiner Zeit weit voraus war, stellte der Wetterhorn-Aufzug am 10. September 1914 seinen Betrieb infolge des Ausbleibens von Touristen nach Ausbruch des Ersten Weltkrieges wieder ein. Er wurde aus verschiedenen Gründen nicht wieder aufgenommen. Insbesondere war die Lage der Bergstation des ersten Abschnittes auf einem abschüssigen Felsband wenig attraktiv. Die  Konzession erlischt am 1. Juli 1927, was das endgültige Ende der Bahn bedeutet. Im Sommer 1934 wird die Seilbahn abgebrochen.
Heute sind von der Anlage nur noch die Ruine der Bergstation Enge und das Fundament der Talstation vorhanden. Die Bergstation wurde bereits einmal saniert, um sie vor dem Verfall zu retten.
Am nahegelegenen «Hotel Wetterhorn» steht seit 2014 ein Nachbau einer Kabine, der auf dem originalen Stahlgerüst basiert. Ein originales Kabinenlaufwerk befindet sich als Exponat im Verkehrshaus der Schweiz in Luzern.

## Technische Daten
- Höhe der Talstation: 1257 m ü. M.
- Höhe der Bergstation Enge: 1677 m ü. M.
- Höhendifferenz: 420 m
- Fahrzeit: 8,5 min
- Transportvermögen in einer Richtung: 110 Pers. / h
- Horizontale Länge: 365 m
- Länge der schiefen Bahn: 556 m
- Durchschnittliche Sehnenneigung: 116 %
- Vier Tragseile (zwei pro Kabine) mit je 44,9 mm Durchmesser
- Vier Zugseile (zwei pro Kabine) mit je 29 mm Durchmesser
- Zwei Kabinen mit je 16 Plätzen (8 Sitzplätze, 8 Stehplätze)
- Fahrgeschwindigkeit 1,2 m/s
- Elektrische Anlagen: AG Brown, Boveri & Cie., Baden
- Gebäude und Fundationen: Bauunternehmung E. Rossi
- Maschinen, Kabinen und Bremswagen: Giesserei Bern der Ludwig von Roll’schen Eisenwerke
- Eisenkonstruktion: Albert Buss & Cie., Basel
- Seile: Felten & Guilleaume Lahmeyerwerke AG, Mülheim am Rhein